# Séisme de 1948 d'Achgabat
 (novembre 2017).
Si vous disposez d'ouvrages ou d'articles de référence ou si vous connaissez des sites web de qualité traitant du thème abordé ici, merci de compléter l'article en donnant les références utiles à sa vérifiabilité et en les liant à la section « Notes et références ».
Le séisme d'Achgabat de 1948 est un séisme ayant eu lieu le 5 octobre 1948 près d'Achgabat. Il aurait fait entre 10 000 et 120 000 morts.
L'ensemble des historiens et autres chercheurs estiment que le bilan approcherait au moins les 200 000 morts, d'autant plus que de nombreuses communes rurales de la région d'Achgabat furent touchées. Cependant, le régime très autoritaire en place au Turkménistan conserve l'estimation de l'époque soviétique, qui estimait le bilan à 10 000 morts.
Le séisme du 5 octobre 1948 n'aurait pas que touché Achgabat et sa propre banlieue, mais aussi une grande partie du Turkménistan : le pays étant alors interdit aux observateurs étrangers, aux débuts de la guerre froide, en pleine période stalinienne, on ignore donc le bilan véritable des victimes de ce séisme. Le Nord-est de l'Iran fut aussi touché, mais dans une moindre ampleur.
Aussi, le séisme est meurtrier pour les habitants du Turkménistan aux origines ethniques russes, ukrainiennes, et biélorusses qui vivaient surtout dans un cadre urbain, surtout à Achgabat, mais on ignore le nombre des victimes qui ne sont pas turkmènes ou ouzbèkes.